# La guerra del opio (película)
La guerra del opio (título original:  Ya pian zhan zheng) es una película china de 1997 dirigida por Xie Jin y protagonizada por Guoan Bao y Oliver Cotton.

## Argumento
Es el año 1839. China está siendo inundada por el opio, lo que causa graves repercusiones económicas al país. Ese comercio del opio está organizado por comerciantes ingleses con la ayuda de traficantes chinos y es muy lucrativo. Por ello, en ese año, las autoridades chinas lideradas por Lin Zexu y bajo las órdenes del emperador de la dinastía Qing Daoguang declaran una guerra contra los traficantes del opio con el propósito de destruir su tráfico.  
Para ello detienen masivamente a sus comerciantes y destruyen de la misma manera la droga transportada por mar. Eso entra en conflicto con los intereses británicos, los cuales además ansían también abrir el mercado chino en su provecho antes de que otros lo hagan en su lugar primero, algo defendido sobre todo por la reina Victoria. Ante este hecho, y sabiendo que China, a causa de su aislamiento ha perdido la noción de la realidad y está por ello también retrasado en cuestiones de guerra, el parlamento inglés, en su mayoría, declara la guerra a China en 1840.  
Así empieza una contienda entre el Imperio británico, el más grande de su época, y el Imperio chino. Empieza con un ataque de la flota británica a China desde el mar contra las fortificaciones chinas costeras, que China simplemente no puede detener por su gran retraso en tecnología de guerra a pesar de sus esfuerzos. De esa manera todas las fortificaciones caen, lo que lleva a la inevitable y contundente derrota de China dos años más tarde, en 1842. 
Como resultado de la guerra Hong Kong, puerto chino apreciado por los ingleses por ser el mejor puerto en la región, es ocupado por los ingleses de forma duradera y China tiene que aceptarlo. China tiene también que pagar por todo el opio que destruyó, lo que deja las cosas como estaban antes e incluso peor. Finalmente tiene además que abrirse ante el comercio inglés de forma desventajosa. Así empieza la época semicolonial de China y el comienzo del fin de la dinastía Qing en el país. 
Aun así el país, como lo preveyeron algunos parlamentarios ingleses opositores a la guerra, que sabían por sus conocimientos sobre China que China no puede ser conquistada por su cultura extremadamente profunda, incluso más profunda que la europea, puede recuperarse a largo plazo y así en 1997 Hong Kong es recuperada por los chinos terminando así de forma completa la situación anteriormente surgida.

## Reparto
- Guoan Bao - Lin Zexu
- Sihung Lung - He Jingrong
- Oliver Cotton - Capitán Bremer
- Xiangting Ge - Yi Shan
- Debra Beaumont - Reina Victoria
- Min Su - Daoguang
- Rob Freeman - Hill
- Bob Peck - Denton
- Emma Griffiths Malin - Mary Denton
- Garrick Hagon - Misionario
- Shao Hsin - Shanzhi
- Jiang Hua - Guan Tianpei
- Philip Jackson - Capitán White
- Dominic Jephcott - Miembro del Parlamento
- Lin Liankun - Qi Shan

## Producción
El desarrollo de la película comenzó en 1995, cuando Xie Jin propuso realizar una obra cinematográfica que recreara el momento histórico en que Hong Kong perdió su soberanía a manos del Imperio británico bajo la reina Victoria. Su propuesta fue aceptada bajo la condición de que el gobierno chino no interviniera en su financiación, para así poder garantizar que el la película no fuese utilizada con fines propagandísticos.
De esa manera la película fue financiada por bancos chinos y británicos. Fueron invertidos para esta gran producción 70 millones de dólares, que la convirtió en la realización más cara de la historia desarrollada en China hasta entonces.
Miles de actores participaron en la obra cinematográfica. Para poder hacerla se compró y restauró un antiguo buque de madera europeo, que fue modificado en base a pinturas de la época para que se parezca a un famoso buque de guerra británico. También se construyó para la película una pequeña ciudad de 4.000 metros de longitud. Una vez preparado todo, fue rodada en la localidad de Foshan, cerca de Cantón, y en Londres.

## Estreno
La película se estrenó en las principales ciudades asiáticas el mismo día en que Inglaterra devolvió Hong Kong a China.

## Recepción
La obra cinematográfica no fue muy bien acogida por el público. Aun así la película ha sido alabada por su precisa reconstrucción de los hechos históricos. Incluso los críticos occidentales, los historiadores y los expertos del tema la han alabado correspondientemente.